# 자킨토스 (도시)
자킨토스(그리스어: Ζάκυνθος)는 그리스 자킨토스섬에 위치한 도시로, 이오니아 제도주에 속하는 현인 자킨토스 현의 현청 소재지이며 면적은 45.788km2, 높이는 0 ~ 10m, 인구는 16,475명(2001년 기준), 인구 밀도는 360명/km2이다.

## 사진

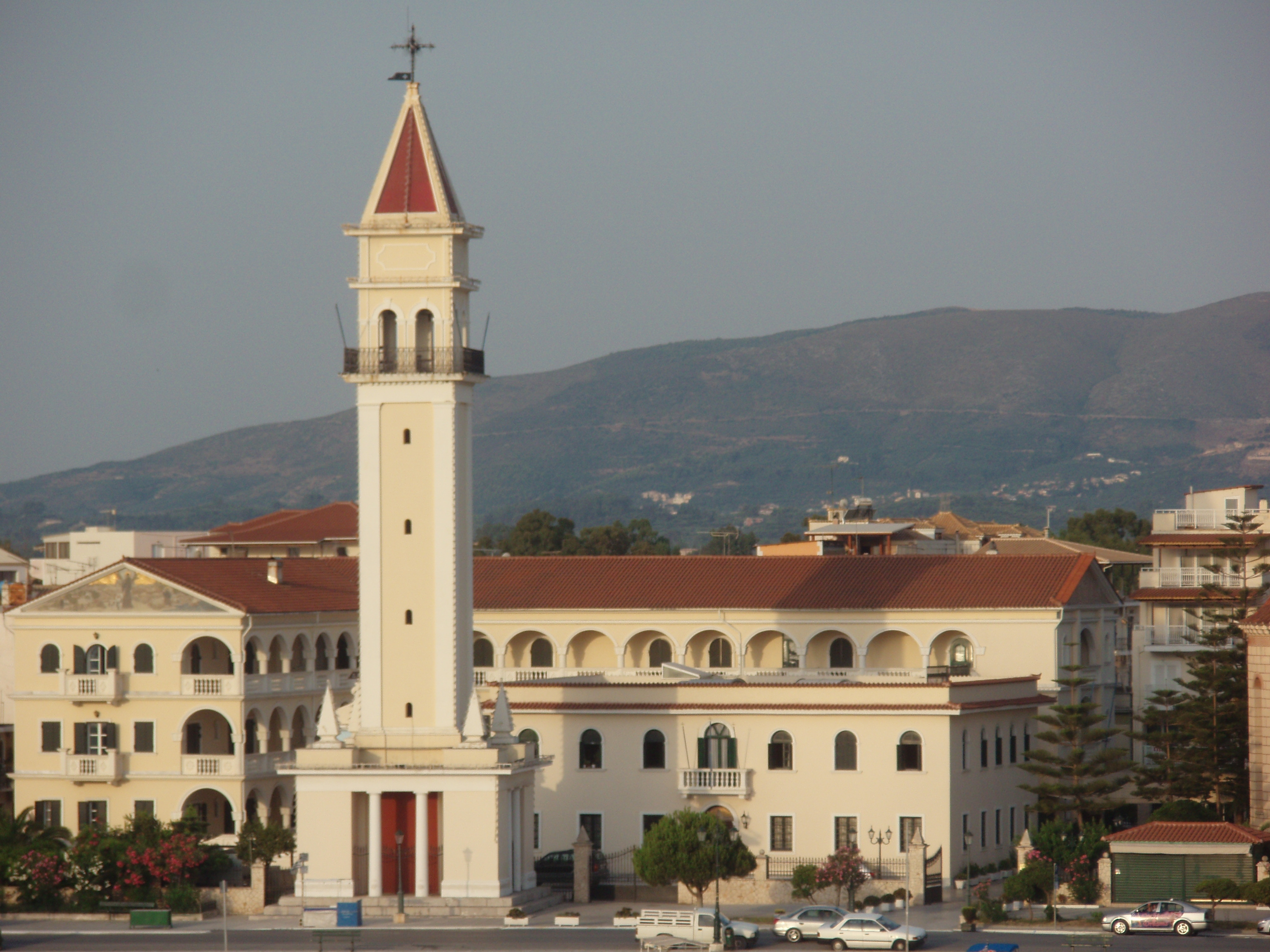
자킨토스 아요스 디오니소스 성당
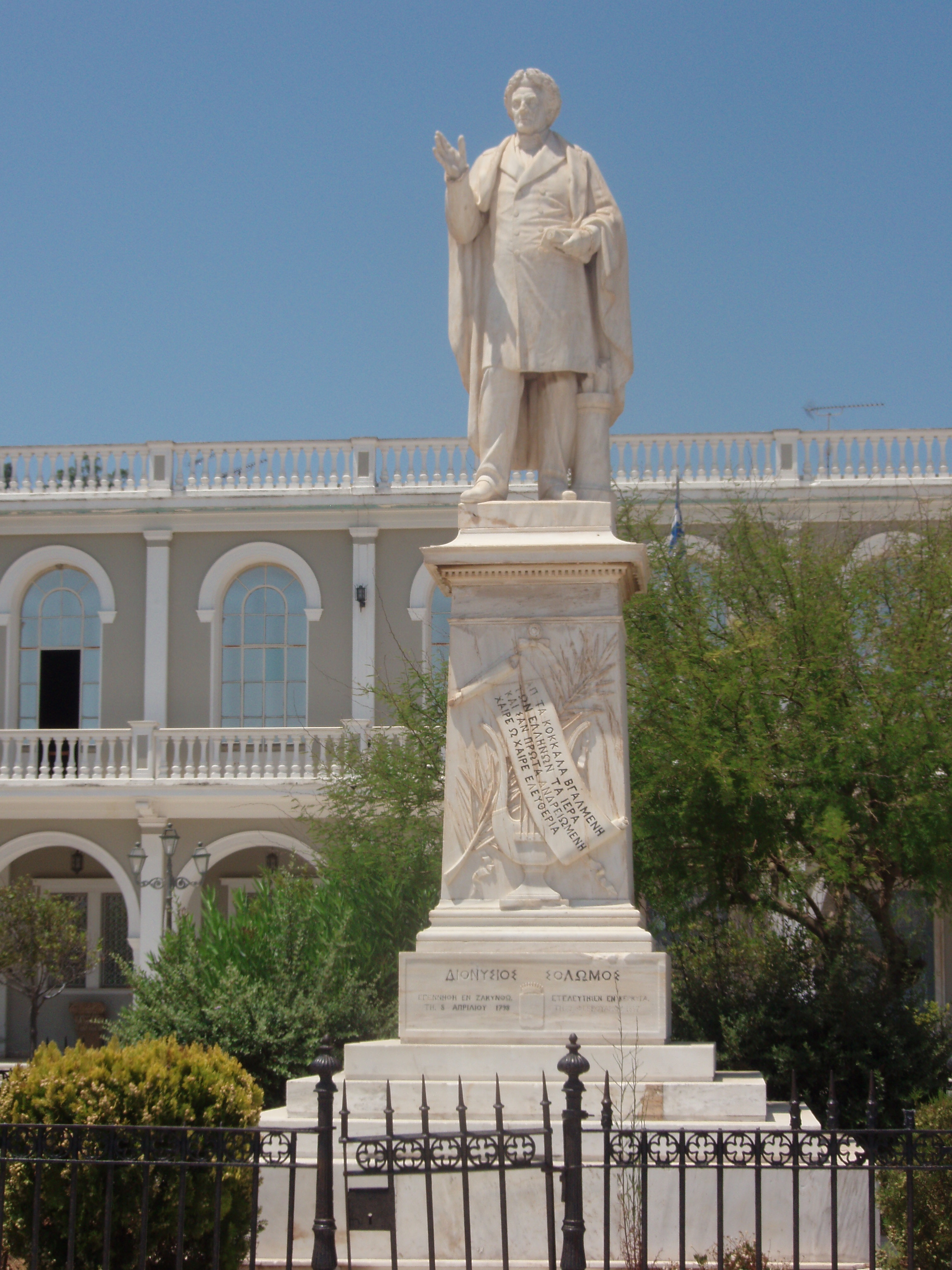
자킨토스에 있는 디오니시오스 솔로모스 동상